# لاوسون
لاوسون (به انگلیسی: Lawson) یک شهر در ایالات متحده آمریکا است که در میزوری واقع شده‌است. لاوسون ۶٫۷۱ کیلومتر مربع مساحت و ۲٬۴۷۳ نفر جمعیت دارد و ۳۲۵ متر بالاتر از سطح دریا واقع شده‌است.